# Ramón Peña Ruiz
Ramón Peña Ruiz (Málaga, c. 1880-Madrid, 1965) fue un actor y dramaturgo español.

## Biografía

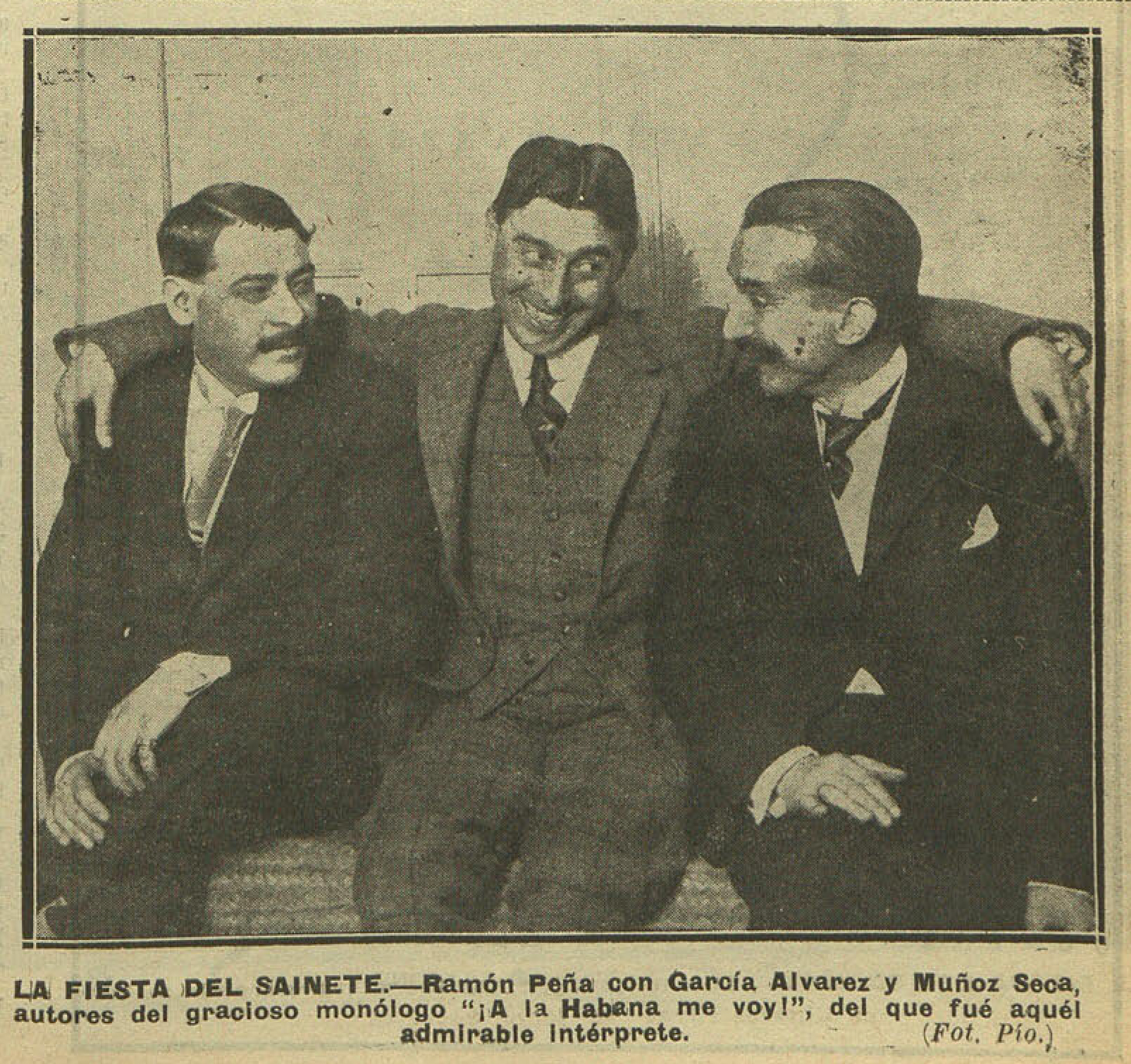
Fotografiado entre Enrique García Álvarez y Pedro Muñoz Seca (1917)

Habría nacido hacia comienzos de la década de 1880 en Málaga. Actor de teatro, también escribió comedias, alguna en colaboración con Ramón López Montenegro. Estuvo casado con María Petra Martínez. Falleció, ya viudo, el 27 de febrero de 1965 en Madrid. Fue padre del también actor Julio Peña.